# La Celle-les-Bordes
 La Celle-les-Bordes  es una población y comuna francesa, en la región de Isla de Francia, departamento de Yvelines, en el distrito de Rambouillet y cantón de Saint-Arnoult-en-Yvelines.

## Demografía
| 347 | 365 | 434 | 580 | 769 | 842 |
| Para los censos de 1962 a 1999 la población legal corresponde a la población sin duplicidades (Fuente: INSEE [Consultar]) |     |     |     |     |     |